# Bolitoglossa copinhorum
Bolitoglossa copinhorum — вид хвостатих земноводних родини безлегеневих саламандр (Plethodontidae). Описаний у 2020 році. Виокремлений з виду Bolitoglossa celaque на основі морфологічних та генетичних відмінностей.

## Поширення
Ендемік Гондурасу. Поширений у горах Сьєрра-де-Опалак у департаменті Інтібука на заході країни. Мешкає у тропічних вологих лісах.